# Sempiternus Rex Christus
Sempiternus Rex Christus è la ventiduesima enciclica pubblicata da papa Pio XII l'8 settembre 1951.

## Contenuto
L'enciclica è stata scritta nell'occasione del XV centenario del concilio ecumenico di Calcedonia:
- Celebrazioni del XV centenario del concilio di Calcedonia.
- Premesse dottrinali e storiche di quel concilio (8 ottobre -1 ° nov. 451).
- Le prime vicende dell'eresia di Nestorio e di Eutiche.
- Il «latrocinio» di Efeso.
- Ricorso di Flaviano e di altri vescovi alla sede apostolica di Roma e intervento di papa Leone.
- Il concilio: definizione delle due nature nell'unica persona del Verbo e primato della sede apostolica di Roma.
- «Pietro ha parlato per bocca di Leone».
- Chiarezza e precisione di termini nella definizione di Calcedonia.
- Alcune moderne deviazioni.
- Dottrina evangelica e apostolica.
- Appello ai fratelli separati perché tornino all'unico gregge
  - unità contro i nemici di Dio e di Cristo
  - comunanza di martirio e di sangue.